# Xạ Kiên
Xạ Kiên (tiếng Trung: 射堅; bính âm: Shè Jiān), tự là Văn Cố (文固), là quan viên dưới quyền quân phiệt Lưu Chương và Lưu Bị cuối thời Đông Hán trong lịch sử Trung Quốc.

## Thân thế
Xạ Kiên quê ở quận Hữu Phù Phong, Tam Phụ, Tư Lệ Hiệu úy bộ. Xạ Kiên vốn mang họ Tạ, cùng gốc với họ Tạ ở quận Bắc Địa. Tổ tiên Tạ Phục (謝服) làm tướng quân ra trận, thiên tử cho rằng tên Tạ Phục không đẹp, cho sửa tên thành Xạ Phục (射服). Con cháu về sau lấy Xạ làm họ.
Nhà họ Xạ với nhà Hoàng Phủ vốn là thế giao. Anh em Xạ Kiên thời trẻ đều có thanh danh, nên em trai của Xạ Kiên là Xạ Viên được danh tướng Hoàng Phủ Tung gả con gái cho.

## Cuộc đời
Thời trẻ, Xạ Kiên nhờ danh tiếng tốt mà được tịch vào công phủ, giữ chức Hoàng môn Thị lang.
Khi Hán Hiến đế mới lên ngôi, đất Tam Phụ gặp phải cảnh chiến loạn, xảy ra nạn đói. Khoảng sau 194, Xạ Kiên từ quan, cùng em trai Xạ Viên chạy vào đất Thục tị nạn, được Ích Châu mục Lưu Chương bổ nhiệm giữ chức Trưởng sử.
Năm 214, Lưu Bị kiểm soát Ích Châu, lấy Xạ Kiên làm Thái thú Quảng Hán, rồi Thái thú Thục quận. Về sau không còn ghi chép.

## Trong văn hóa
Xạ Kiên không xuất hiện trong tiểu thuyết Tam quốc diễn nghĩa của La Quán Trung.